# Carlos McKinney
Carlos McKinney (Detroit (Michigan), 10 januari 1973) is een Amerikaanse jazzpianist en producent.

## Biografie
McKinney begon zijn muzikale opleiding op jonge leeftijd en trad op 12-jarige leeftijd op in de band van zijn oom Harold McKinney. Op 14-jarige leeftijd behoorde hij tot de band Inner City, twee jaar later formeerde hij The Legacy Quintet, waarmee hij het album With You In Mind produceerde. Hij studeerde vervolgens aan de Mannes University in New York, waar hij een contract kreeg met Lavel Motown Records voor zijn band. Hij werkte ook als sideman met muzikanten zoals Elvin Jones, Sonny Rollins, Wynton Marsalis, Branford Marsalis, Kenny Garrett, Roy Hargrove, Wallace Roney en Buster Williams.
Sinds 1995 produceerde hij de muziek voor de televisieserie New York Undercover met James Mtume, wat hem de mogelijkheid gaf om te werken met artiesten als Mary J. Blige, Luther Vandross, Patti Labelle, Teddy Riley, Blackstreet en Aaliyah. Hij kreeg vervolgens een contract voor Def Jam Recordings, waar hij samenwerkte met muzikanten als Neko Case, Montell Jordan, Kandace Love en Redman. Met Babyface produceerde hij de nummers voor de soundtrack van de serie Soul Food. In 1999 speelde hij de rol van Chester McKinney in de film The Tic Code. Sinds 2002 produceert hij het r&b-trio Lyric.
- Bibliothèque nationale de France: cb14038338s (data)
- Gemeinsame Normdatei: 134849493
- International Standard Name Identifier: 0000 0000 5516 4118
- Library of Congress Control Number: no96064734
- MusicBrainz: 63ab1323-16b3-4702-a41d-d2d83be922e3
- Virtual International Authority File: 172149066628365602532